# Jevaughn Minzie
Jevaughn Minzie (Jamaica, 20 de julio de 1995) es un atleta jamaicano, especializado en la prueba de 4 x 100 m en la que llegó a ser campeón olímpico en 2016.

## Carrera deportiva
En los JJ. OO. de Río 2016 ganó la medalla de oro en los relevos 4 x 100 metros, con un tiempo de 37.27 segundos, por delante de Japón y Canadá, siendo sus compañeros de equipo: Asafa Powell, Yohan Blake, Nickel Ashmeade y Usain Bolt.